# Природний заповідник

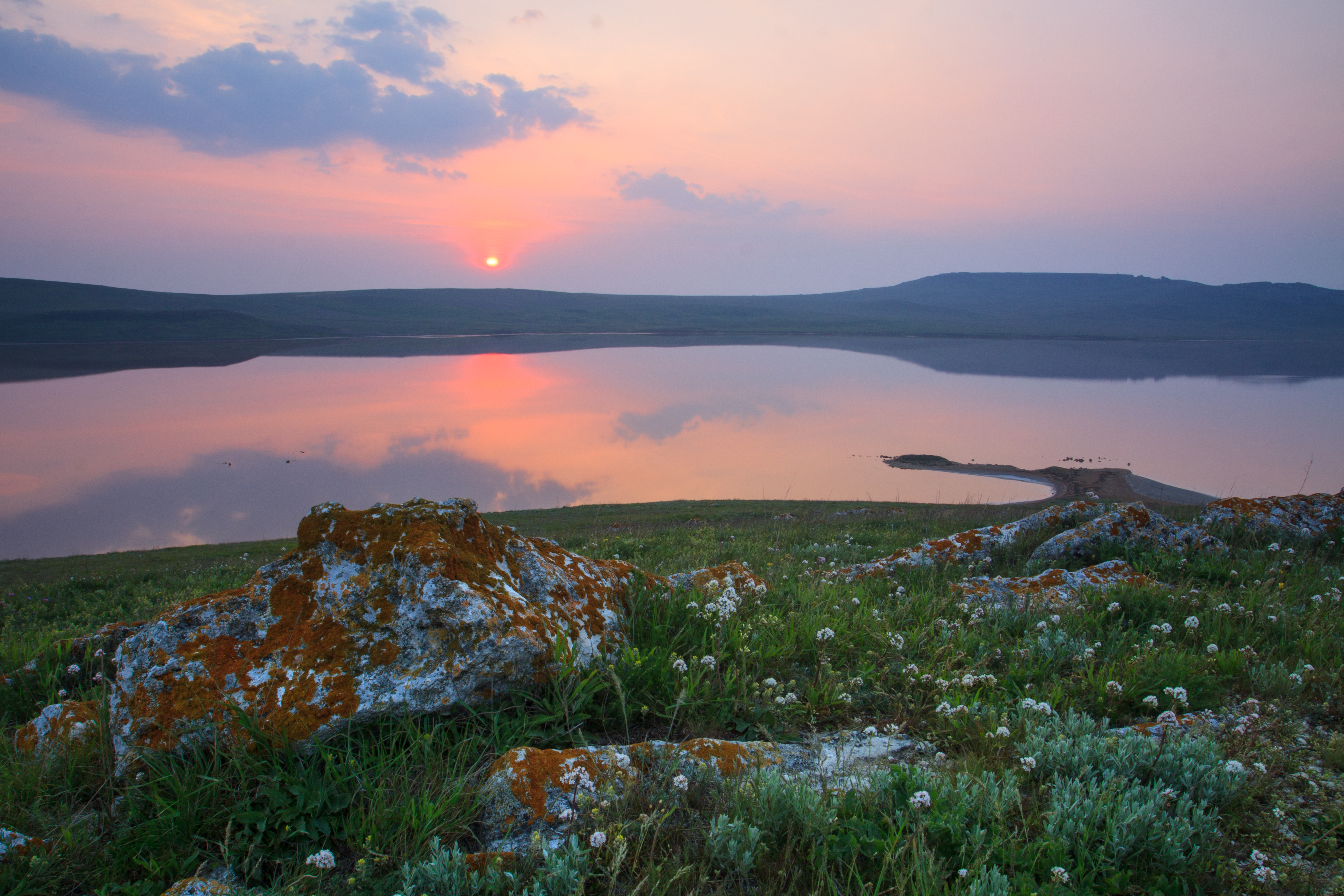
Опу́цький приро́дний запові́дник

Приро́дний запові́дник — категорія природно-заповідного фонду України, природоохоронна, науково-дослідна установа загальнодержавного значення, створена з метою:
- збереження в природному стані типових або унікальних для даної ландшафтної зони природних комплексів з усією сукупністю їхніх компонентів,
- вивчення природних процесів і явищ, що відбуваються в них,
- розробки наукових засад охорони довкілля, ефективного використання природних ресурсів та екологічної безпеки.

В минулому категорія мала назву «державний заповідник».
Територія природних заповідників позначається на місцевості межовими охоронними знаками.